# ميخائيل يورك
ميخائيل يورك (بالإنجليزية: Michael York)‏ هو لاعب هوكي الحقل أسترالي، ولد في 16 أكتوبر 1967.

## وصلات خارجية
- ميخائيل يورك على موقع الاتحاد الدولي للهوكي (الإنجليزية)
- ميخائيل يورك على موقع اللجنة الأولمبية الدولية (الإنجليزية)
- ميخائيل يورك على موقع أوليمبيديا (الإنجليزية)
- ميخائيل يورك على موقع اللجنة الأولمبية الأسترالية (الإنجليزية)